# Битс, Тинкер
Деррик Джон (Тинкер) Битс (англ. Derrick John (Tinker) Beets; род. 20 сентября 1941, Булавайо, Южная Родезия) — южнородезийский хоккеист на траве, полевой игрок; крикетист. Участник летних Олимпийских игр 1964 года.

## Биография
Тинкер Битс родился 20 сентября 1941 года в южнородезийском городе Булавайо (сейчас в Зимбабве).
В 1964 году вошёл в состав сборной Южной Родезии по хоккею на траве на летних Олимпийских играх в Токио, поделившей 11-12-е места. Играл в поле, провёл 4 матча, мячей не забивал.
Также играл в крикет. Обучался в крикетной школе Милтон в Булавайо. В 1960—1962 годах провёл 4 первоклассных матча за сборную Южной Родезии.